# 최명희 문학관
최명희 문학관(영어: Choi Myeong Hee Literary Museum)은 한국의 소설가 최명희의 삶과 문학을 체계적으로 정리, 보존한 전주 최초의 문학관이며 2006년 4월 25일에 개관했다. 전주 한옥마을에 위치해 있어 전주시민의 관심과 사랑뿐만 아니라 많은 관광객들의 관광명소로도 주목받고 있다. 최명희의 작품보단 작가 본인을 중심으로 구성되었기 때문에, 그의 문학정신을 보다 직접적으로 느낄 수 있다. 또한 강연, 토론회, 세미나 등 다양한 체험 프로그램을 진행해 결과적으로 최명희의 문학정신을 기리고 계승해 발전시키고자 하는 목적도 갖고 있다..

## 시설

### 독락재(전시실)
최명희 작가가 생전에 주고 받았던 편지나 엽서, 혼불문학제 자료집, 연구 논문, 사진, 작품수록 도서, 친필 사인책, 문방오우, 원고지, 전라도 출신 작가 도서 등이 전시되어 있다.

### 비시동락지실(세미나실)
토론이나 강연, 세미나를 할 수 있는 대형 장소로 많은 사람에게 문학과 함께 소통하는 만남의 자리로서 마련한 공간이다. 대관신청서를 통해 보다 더 다양한 활동을 할 수 있다.

### 평토제(프로그램 안내)
- 느린우체통: 문학관에서 준비한 편지지에 자유롭게 글을 작성해 느린 우체통에 넣으면 최명희문학관에서 1년 동안 간직하고 있다가 1년 후에 발송해 주는 프로그램이다.
- 전주 엽서 한 장: 최명희 문학관에서 제작한 엽서를 관람객들이 자유롭게 편지를 쓸 수 있는 프로그램이다.
- 서체 따라 쓰기: 최명희의 뛰어난 글씨를 직접 따라 쓸 수 있는 프로그램이다.
- 혼불 필사하기(필사의 힘, 필사의 노력): 원고지 1만 2000장 분량의 '혼불'을 원고지 한 장 한 장 원하는 만큼 릴레이 형식으로 이어 필사하는 프로그램이다.
- 최명희 취재수첩 만들기: 세상에 단 하나뿐인 나만의 수첩을 만드는 프로그램으로 전주 한지를 이용해 만드는 만큼 체험객들에게 많은 사랑을 받고 있다.
- 최명희의 친필 담기: 복 주머니에 최명희의 혼불 원고에서 한 음절씩 발췌한 친필을 담아가는 프로그램이다.

## 관람시간
매주 화~일요일(매년 1월 1일, 설/추석은 휴관) / 10:00~18:00

## 주소
전북 전주시 완산구 최명희길 29

## 같이 보기
- 혼불
- 혼불문학관
- 최명희

## 관련 문헌
- 남원 혼불문학관